# Пейсти, Николай Иванович
Никола́й Ива́нович Пе́йсти (10 декабря 1892, Санкт-Петербург — 20 ноября 1947, Нью-Йорк, США) — российский религиозный деятель, протестантский пастор, посвятивший жизнь проповеди Евангелия, организации новых церквей, подготовке русскоязычных протестантских священнослужителей. Основатель Русского христианского радио.

## Начало служения
Николай родился в Санкт-Петербурге, в 1892 году. Его отец, Иван Иванович, был инженером-кораблестроителем, шведом по национальности. Мама, Анна Васильевна, — дворянка из рода Олениных. Родители Николая стали евангельскими христианами во время евангельского пробуждения среди Санкт-Петербургской аристократии.
Его отец умер в 1895 году и с 12-летнего возраста Николай был вынужден работать после школьных занятий, чтобы помочь матери обеспечивать их.
В 1911 году он отправился на обучение в Методистский богословский институт во Франкфурте-на-Майне. Однако начавшася Первая мировая война вынудила его вернуться в Санкт-Петербург. А оттуда — в Финляндию, где распространял евангельские литературу среди российских моряков, за что был арестован.
Чудом избежав смерти, он стал пастором финской общины. В Финляндии он женился на своей прихожанке, Марте Финскас. В 1917 году, после революции в России, он почувствовал призыв проповедовать в этой стране. Вместе с Мартой и годовалой дочерью они приехали в Петербург.
Семья испытала голод и лишения в революционном городе, однако проповедь Евангелия принесла свои плоды: покаявшихся было много. Однако Пейсти чувствовал побуждение проповедовать в российской глубинке и они поехали через воюющую страну на восток. Семья пережила множество испытаний, много раз им грозила смерть. В Самаре родилась их вторая дочь, Мэри. Первая дочь, Алиса, умерла от голода и лишений и была похоронена в Иркутске.

## Дальневосточный период

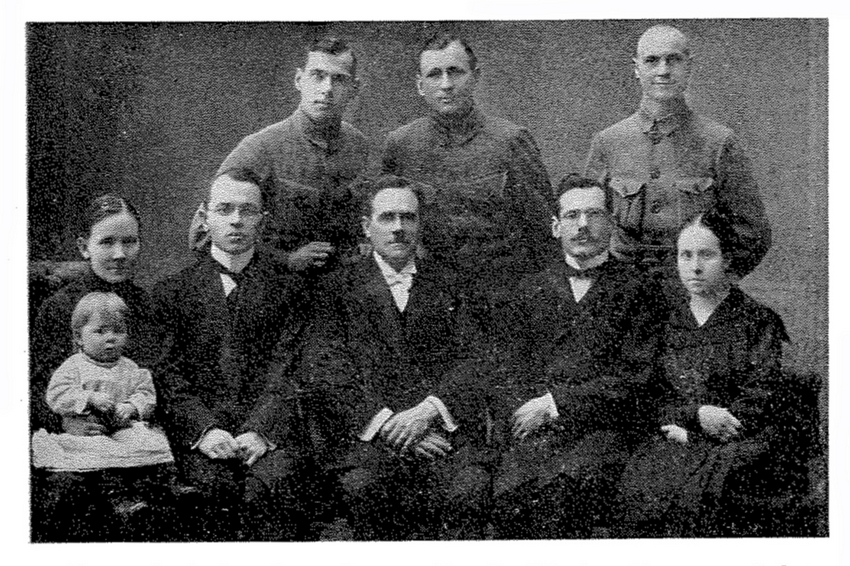
Фотография «Духовные деятели на Дальнем Востоке», опубликованная в журнале «Благовестник» в 1920 году. В нижнем ряду слева направо сотрудники Шведско-Американского миссионерского общества: Марта Пейсти с дочерью Мэри, Николай Пейсти, Эрик Олсон, Роберт и Татьяна Фетлер. Стоят (слева направо): Август Пуке, Антон Мартыненко, А. Брахман

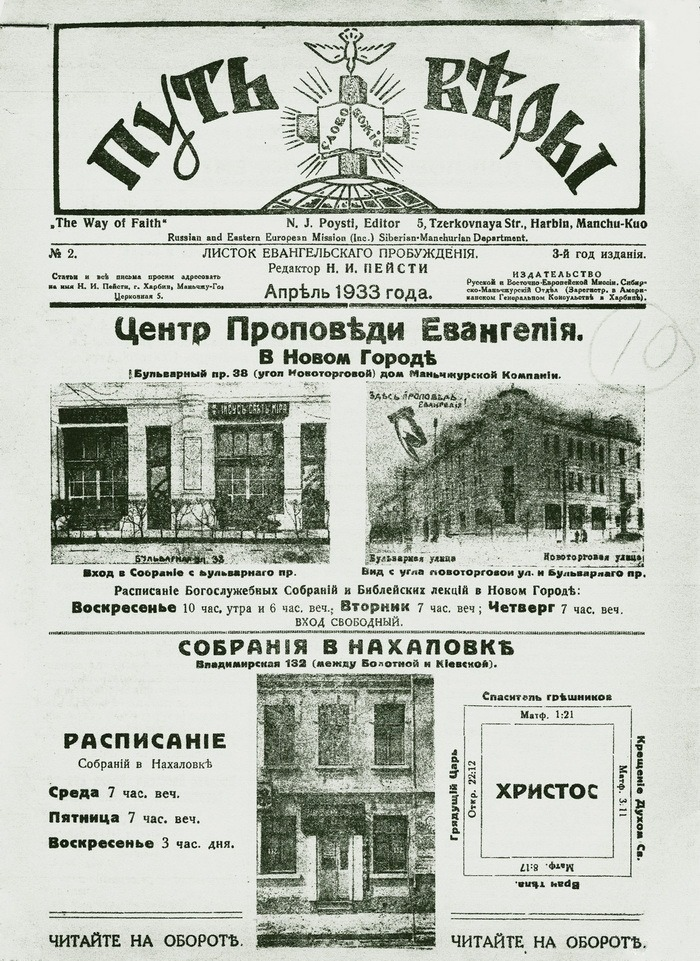
Журнал «Путь Веры», апрель 1933 года. Журнал начал издаваться пастором Пейсти в 1931 году в Харбине как печатный орган русских пятидесятников в Маньчжурии, однако уже в 1940—е годы он стал межконфессиональным журналом русских протестантов, находящихся в эмиграции по всему миру.

В 1919 году Николай Иванович с семьей поселился в Приморье. Здесь он служил секретарем регионального отделения Христианского Союза Молодых Людей, затем сотрудничал со Шведско-Американским миссионерским обществом и на протяжении 3 лет возглавлял общину баптистов в Никольске-Уссурийском (ныне город Уссурийск). Община сильно укрепилась за это время, а в южном Приморье с его помощью возникло несколько новых общин. В 1922 году Пейсти вместе с другими миссионерами организовал Библейские курсы, на которых готовили проповедников.
В Никольске-Уссурийском у них с Мартой Ивановной родились два сына — Ярл и Даниил. В 1923 году семья Пейсти вслед за потоком эмигрантов перебралась в Маньчжурию, в город Харбин. Здесь Николай Иванович стал директором Методистского Богословского Института, подготовившего десятки служителей, также он был пастором общин методистов и пятидесятников.
В Харбине Н. И. Пейсти совершает миссионерское служение до 1935 года (с трехлетним перерывом на служение в Европе). К этому времени большинство российских эмигрантов, спасавшихся в Маньчжурии и Китае от большевиков, разъехались по всему свету. В 1935 году Н. И. Пейсти с семьей перебрался в США.

## Американский период
В Америке Пейсти продолжает начатое ещё в Харбине издание евангельского журнала на русском языке «Путь веры», выпускает серию богословских книг на русском и английском языках, трудится в Русской и Восточно-Европейской Миссии.
Перед Второй мировой войной он совершает поездку по нескольким европейским странам — проповедует, читает лекции на богословских курсах. Во время войны Пейсти живёт в Нью-Йорке, проповедует на двух радиостанциях, — местной и международной. Он организовывает сбор посылок с одеждой и духовной литературой для европейских стран.
После войны, в 1947 году, Пейсти вновь едет в Европу. Но здоровье его подорвано: во время проповеди в Финляндии он теряет сознание. Он возвращается в Нью-Йорк, где умирает в окружении членов своей семьи, благословив их перед смертью.
Итог деятельности миссионера трудно оценить. Как сосчитать тех, кому его проповедь помогла прийти к Богу? Когда стало известно о его смерти, семье Пейсти пришли сотни телеграмм с соболезнованиями со всего мира.

## Книги Н. И. Пейсти
- Poysti N.J. With Christ in Russia and Siberia. — Chicago: Russian and Eastern European Mission, 1936.
- Пейсти Н. И. Опыт систематического Богословия. — New York Сity, Russian and Eastern – European Mission, 1941.
- Poysti N.J. Have we correctly interpreted certain prophecies?. — Chicago: Word & Witness Publishing CO, 1942.
- Пейсти Н. И. Происхождение и история Библии. — New York City, Colonial Printing & Publishing CO, 1943.